# Równanie Berthelota
Równanie Berthelota – termodynamiczne równanie stanu gazu w postaci:
{\displaystyle pV=NRT\left[1+{\frac {9pT_{\mathrm {kr} }}{128p_{\mathrm {kr} }T}}\left(1-6{\frac {T_{\mathrm {kr} }^{2}}{T^{2}}}\right)\right]}
gdzie:
- {\displaystyle p,p_{\mathrm {kr} }} – ciśnienie i ciśnienie krytyczne
- {\displaystyle T,T_{\mathrm {kr} }} – temperatura i temperatura krytyczna
- {\displaystyle R} – uniwersalna stała gazowa
- {\displaystyle V} – objętość
- {\displaystyle N} – liczba moli

Równanie Berthelota w oryginalnej postaci:
{\displaystyle p={\frac {NRT}{V-bN}}-{\frac {aN^{2}}{TV^{2}}}}
gdzie:
- {\displaystyle a,b} – stałe empiryczne.